# Phlebodium aureum
Phlebodium aureum är en stensöteväxtart som först beskrevs av Carolus Linnaeus, och fick sitt nu gällande namn av John Smith. Phlebodium aureum ingår i släktet Phlebodium och familjen Polypodiaceae. Inga underarter finns listade.

## Bildgalleri

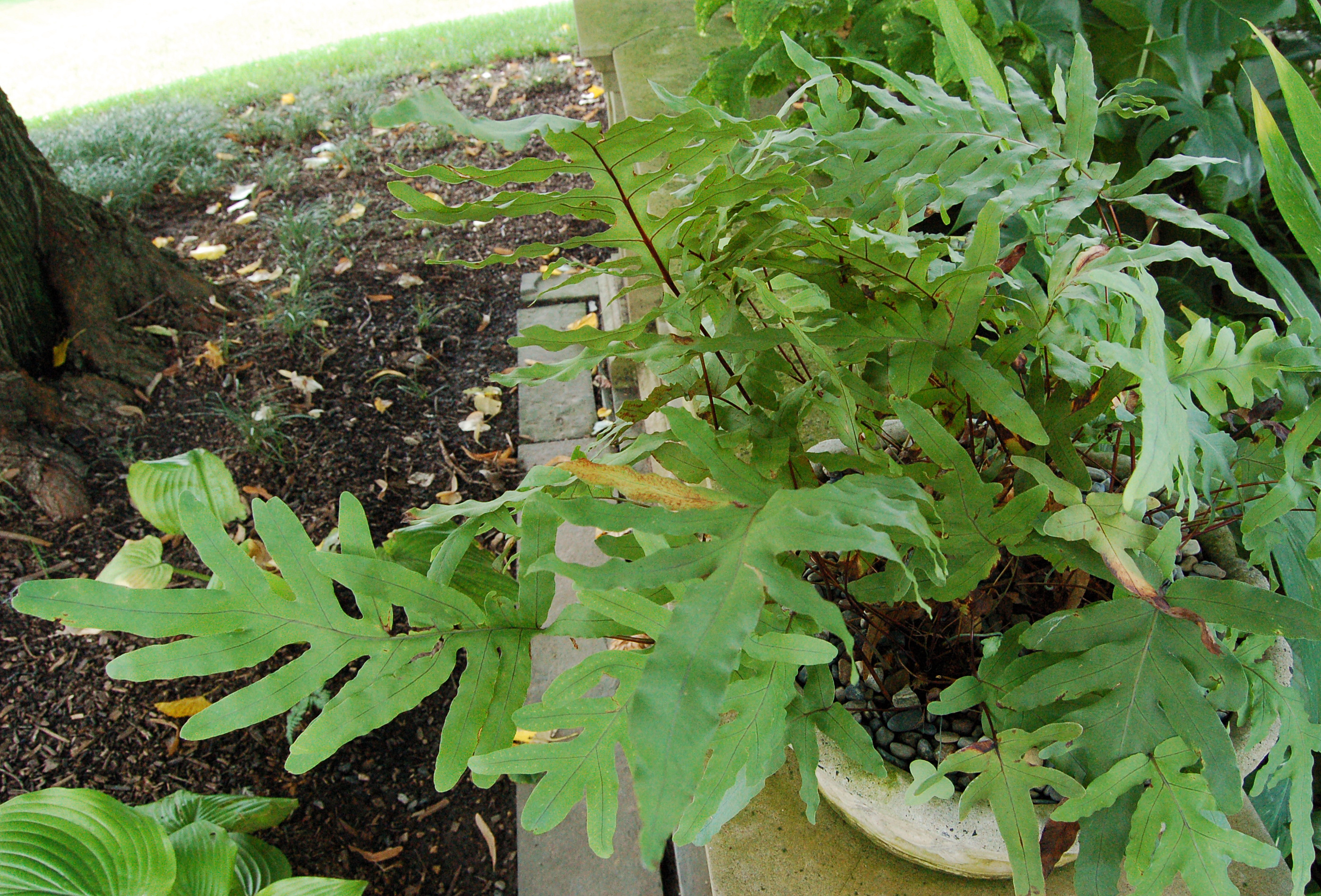
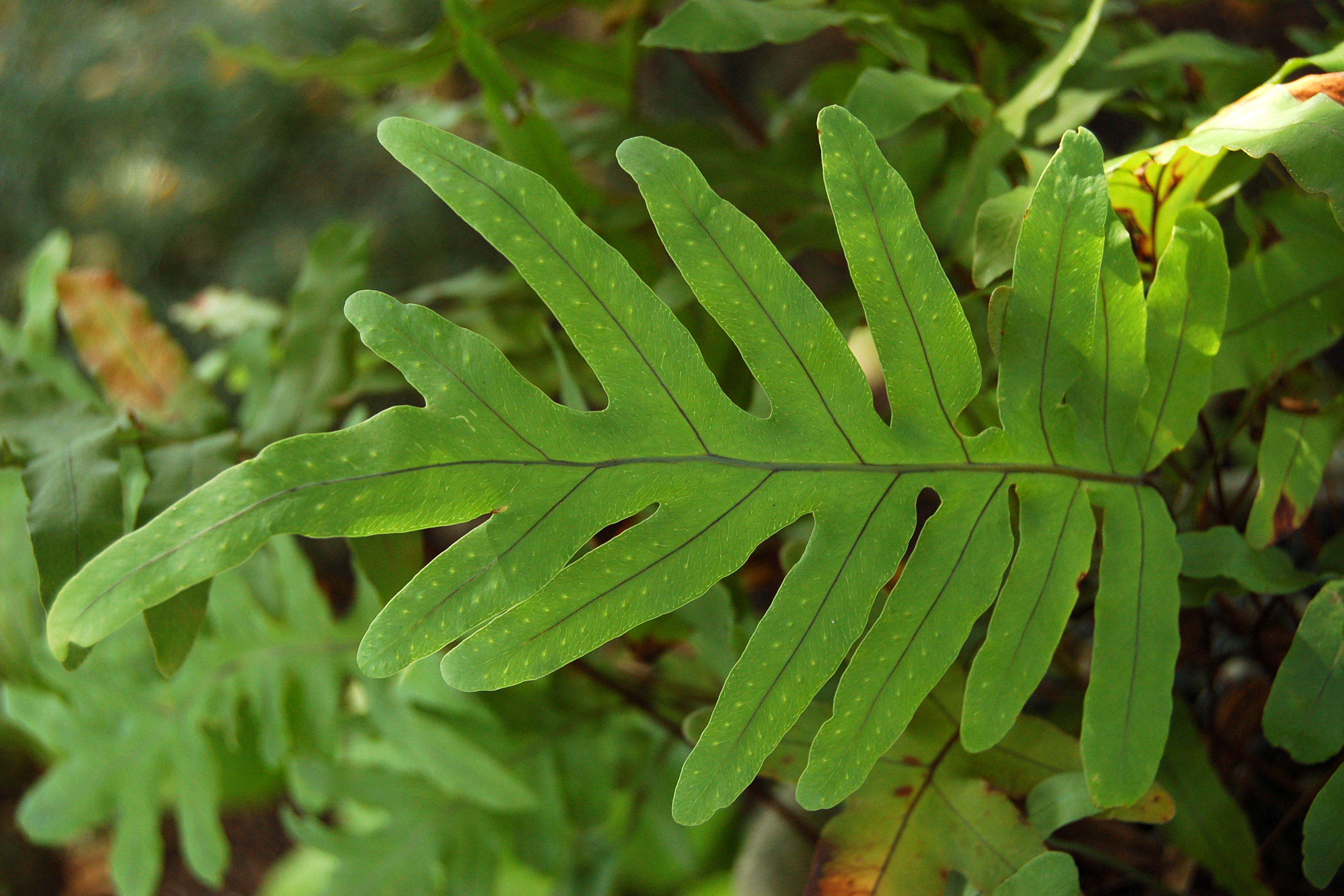
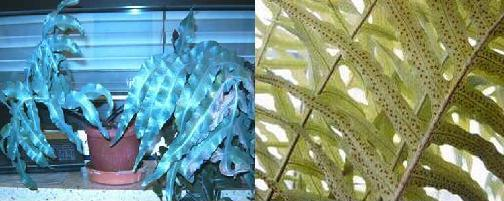
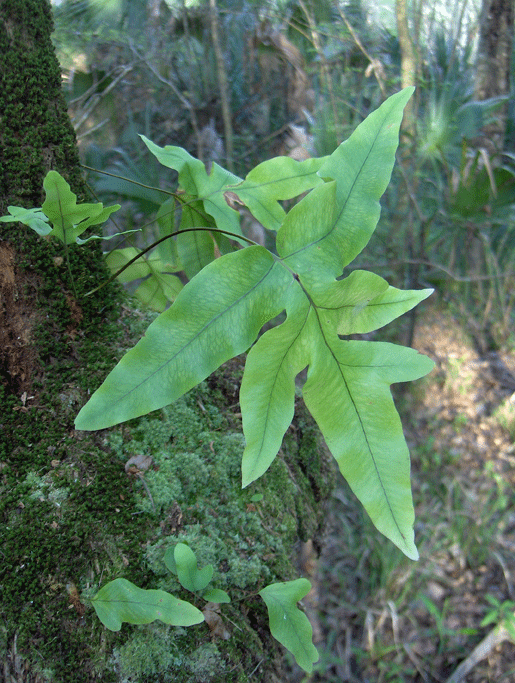
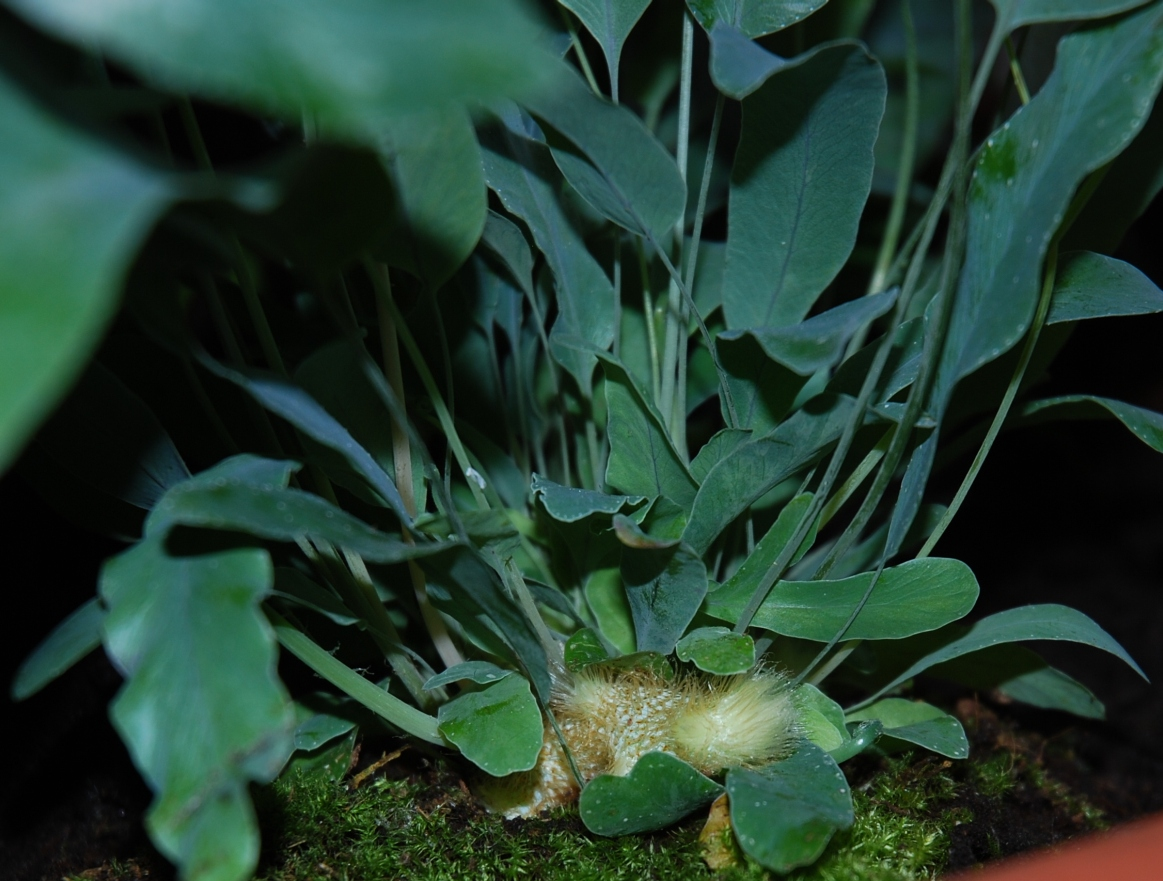